# Alvin Superstar 3 - Si salvi chi può!
Alvin Superstar 3 - Si salvi chi può! (Alvin and the Chipmunks: Chipwrecked), è un film del 2011 diretto da Mike Mitchell.
Pellicola statunitense, sequel di Alvin Superstar 2 del 2009, e terzo della serie di film con attori in carne e ossa. A differenza dei primi due film non è un prequel, ma un midquel della serie animata I Chipmunks, sebbene abbia comunque un collegamento stretto ai primi due film. Il film ha molti rimandi all'episodio Island Fever della quinta stagione della serie del 1983.
Un quarto film, Alvin Superstar - Nessuno ci può fermare, è uscito il 18 dicembre 2015.

## Trama
Dave, i Chipmunk e le Chipette sono in viaggio sulla lussuosissima nave da crociera Carnival Dream, diretti verso gli International Music Awards. A causa degli scherzi di Alvin, lui e i suoi amici sono costretti a rimanere in camera. Simon decide di parlare a Dave, consigliandogli di concedere ad Alvin la sua fiducia trattandolo da adulto. Dà così la possibilità ai Chipmunk di scegliere un film da soli. Nonostante le buone intenzioni di Simon, Alvin, avendo preso troppo alla lettera Dave, si dirige in un casinò seguito da Simon che cerca di fermarlo, le Chipette vanno in discoteca e Theodore si ritrova a guardare un film dell'orrore che Alvin ha selezionato. Dave nel frattempo è a cena col capitano, ma la mascotte vestita da pellicano gli fa versare la salsa calda sui pantaloni: il tizio si rivela essere Ian Hawke, che ora è finito a lavorare come mascotte sulla nave. Dopo aver recuperato le Chipette, Alvin e Simon, i sei chipmunks (tranne parzialmente Theodore) vengono messi in punizione. La mattina dopo, Alvin approfitta di un momento di sonno di Dave e baratta un aquilone con un bambino in cambio di un piatto di ciambelle, ma ne perde il controllo facendo volare lui e gli amici fuori dal ponte. Dave, svegliatosi e vedendo i Chipmunks e le Chipette volare via, cerca di riprenderli con un deltaplano. Ian, nel tentativo di fermarlo, vola via insieme a lui e finiscono entrambi in mare.
I Chipmunk e le Chipette atterrano su un'isola tropicale e superano il giorno con varie difficoltà; anche Dave e Ian toccano terra, giungendo in un’altra spiaggia della stessa isola. Sopportandosi a vicenda, i due iniziano la ricerca dei Chipmunks e delle Chipette. Il giorno seguente gli scoiattoli incontrano una giovane donna di nome Zoe, precipitata con un aereo e dispersa sull'isola da molti anni, che li invita nel suo rifugio. Durante il tragitto, Eleanor si rompe la caviglia e Simon viene morso da un ragno che causa danni cerebrali tramite neurotossina: il risultato è che il suo atteggiamento cambia, diventando eroico, spavaldo e sicuro di sé; lo scoiattolo acquisisce inoltre un accento francese, si rinomina in Simòne e incomincia a corteggiare Jeanette senza timidezze e fissazioni letterarie, risultando più spiritoso e sconsiderato di Alvin; Jeanette diventa più carina rispetto a Brittany. Ora Alvin e Brittany devono prendere il loro posto, di Eleanor e di Dave, quindi essere quelli informati, intelligenti, lavoratori e i responsabili della famiglia. Un giorno, quando Zoe, Simòne, Jeanette, Theodore e Eleanor superano un pericoloso tronco su un profondo abisso e raggiungono una cascata, Simòne trova in una grotta dietro ad essa un tesoro da cui prende un braccialetto d'oro che regala a Jeanette, ma ciò scatena qualche assurda ambizione in Zoe. Quest’ultima, infatti, nella notte supera la cascata e scopre il tesoro che cercava sull’isola da anni senza successo (lo schianto con l'aereo da lei raccontato era una finzione), impazzendo per l'ossessione e finendo per parlare con alcune palle da gioco. Tuttavia il tesoro è protetto da una parete di roccia con una piccola fessura.
Un giorno il vulcano dell'isola si riattiva ed è prossimo all’eruzione. Dave e Ian riescono a ricongiungersi al gruppo, e tutti collaborano a costruire una zattera. Jeanette e Simòne, impegnati a raccogliere provviste, vengono sorpresi da Zoe che tramortisce Simon tirandogli una pallina da golf in testa, facendolo tornare in sé. Poi rapisce Jeanette costringendola a prendere l'oro attraverso la fessura della grotta. Alvin, Simon e Dave riescono a raggiungerla e salvarla, ma a causa di una scossa Dave scivola dal tronco sospeso: per ripicca, Zoe tenta di farlo cadere nell’abisso dal ramo a cui si era aggrappato, ma Ian, pentitosi delle sue cattiverie precedenti, riesce a far rinsavire la donna. Dave viene così tratto in salvo da entrambi e i tre, insieme ai sei Chipmunks, salgono sulla zattera e riescono ad allontanarsi dall'isola appena in tempo. Alla deriva in mare, la pentita Zoe si scusa sinceramente con Jeanette, Simon dichiara i suoi sentimenti alla scoiattolina e Dave esprime il suo orgoglio per Alvin, dimostratosi maturo e responsabile. I naufraghi vengono infine intercettati da un elicottero e recuperati. I Chipmunks e le Chipette riescono ad esibirsi agli International Music Awards, ottenendo il primo premio. Ian, diventato buono e generoso, trova finalmente un lavoro fisso come produttore cinematografico, riuscendo ad adattare la storia di Zoe in un film.
Dopo il concerto, Dave e i sei Chipmunks tornano a casa in aereo. Ma Alvin, come da abitudine, gioca uno scherzo con le comunicazioni e un carrello da pranzo dell'aereo finisce addosso a Dave, il quale chiude il film urlando puntualmente:

## Colonna sonora
La colonna sonora del film è stata pubblicata il 15 novembre 2011, tre settimane prima della prima del film. In questo film, a differenza del prequel, le canzoni sono più recenti infatti troviamo singoli come Bad Romance di Lady Gaga o Party Rock Anthem di LMFAO.
Quasi tutte le canzoni sono cantate dai Chipmunks o dalle Chipette, a parte We have arrived
L'album contiene in tutto 12 tracce:
1. Party Rock Anthem
2. Bad Romance
3. Trouble
4. Whip My Hair
5. Vacation
6. We Have Arrived
7. Say Hey
8. Real Wild Child (Wild One)
9. S.O.S.
10. We No Speak Americano / Conga
11. Survivor
12. Born This Way / Ain't No Stoppin' Us Now /Firework

## Distribuzione
Il film è uscito il 16 dicembre 2011 nelle sale statunitensi, mentre il 3 gennaio 2012 nelle sale italiane.

## Accoglienza

### Incassi
Il film ha incassato un totale di $ 133.110.742 in Nord America e altri $ 209.584.693 a livello internazionale, per un totale lordo mondiale di $ 342.695.435. Alvin Superstar 3 - Si salvi chi può! ha incassato $ 6,7 milioni nel suo giorno di apertura, che era inferiore agli incassi del giorno di apertura del film originale ($ 13,3 milioni) e del suo sequel ($ 18,8 milioni). Per il suo weekend di apertura, il film si è classificato al secondo posto dietro Sherlock Holmes - Gioco di ombre con $ 23,2 milioni, che era inferiore ai fine settimana di apertura dei due film precedenti del franchise, $ 44,3 milioni del film originale e del suo sequel $ 48,9 milioni rispettivamente.
Nella sua prima settimana in Italia ha incassato 3679725 € classificandosi alla 3 posizione dei film più visti del week-end.

### Critica
Sull'aggregatore di recensioni Rotten Tomatoes, il film ha un indice di gradimento del 12% basato su 82 recensioni professionali, con una valutazione media di 3,51/10. Il consenso critico del sito recita: "Pigro, meccanico e stridente, Si salvi chi può è un intrattenimento per famiglie con il minimo comune denominatore che è strettamente per i molto, molto, molto giovani nel cuore". Su Metacritic, il film ha un punteggio di 24 su 100 basato su 19 critici, indicando "recensioni generalmente sfavorevoli".
John Anderson di Variety ha scritto: "Per quanto impressionanti siano gli elementi in CG in 'Chipwrecked', sono una benedizione mista: più i tecnici rendono le creature realistiche: Alvin (doppiato da Justin Long), Theodore (Jesse McCartney) e Simon (Matthew Gray Gubler) — più ci viene ricordato che sono roditori." Michael Rechtshaffen di The Hollywood Reporter lo definì "Altrettanto frenetico, scatenato, che induce a gemiti e stridente tutt'intorno come i suoi due predecessori".
David Cross, che ha interpretato Ian in questo film e nei due film precedenti, ha parlato in modo critico della realizzazione del film, definendolo "l'esperienza più miserabile che abbia mai avuto nella mia vita professionale". Non ha avuto problemi con gli altri attori o con il regista, ma ha detto che c'erano un paio di persone che l'hanno resa un'esperienza terribile.

## Riconoscimenti
- 2012 - Nickelodeon Kids' Choice Award
  - Miglior film
- 2012 - BMI Film & TV Award
  - Film Music Award a Mark Mothersbaugh
- 2012 - Teen Choice Awards
  - Candidatura per il miglior doppiaggio a Jesse McCartney

## Altri media
Dal film è stato un videogioco musicale sviluppato da Behaviour Interactive e pubblicato da Majesco Entertainment per Xbox 360, Wii e Nintendo DS il 15 novembre 2011 in America del Nord e il 25 novembre 2011 in Europa. Come negli adattamenti precedenti, i doppiatori del film tornano a ricoprire i rispettivi ruoli nel gioco.

## Sequel
Un nuovo sequel, dal titolo Alvin Superstar - Nessuno ci può fermare (Alvin and the Chipmunk: The Road Chip), è uscito il 18 dicembre 2015 in America e il 23 dicembre in Italia.